# Mäskeu
Mäskeu (kasachisch Мәскеу; russisch Москва Moskwa; deutsche Übersetzung: Moskau) ist die neunte Metrostation der Metro Almaty. Sie wurde am 18. April 2015 eröffnet und liegt an der Linie A im Westen der Stadt. Westlich der Station befinden sich 2 weitere Stationen.

## Lage
Der Bahnhof liegt im westlichen Stadtbezirk Äuesow und erstreckt sich unterirdisch in Ost-West-Richtung unter der Straße Abai-Prospekt zwischen der Straße Ötegen batyr und dem Altynsarin-Prospekt. Er ist derzeitiger Endbahnhof der Linie A und rund 830 m von der Station Sairan entfernt. In der Nähe befindet sich das Staatliche akademische russische Theater für Kinder und Jugendliche.

## Beschreibung
Die Bauarbeiten begannen im Oktober 2012 und dauerten bis zum Dezember 2014. Ursprünglich war der Bahnhof unter dem Namen Molodjoschnaja (Молодёжная) geplant. Im Oktober 2011 wurde zwischen der Botschaft Kasachstans in Russland und der Stadtregierung von Moskau eine Vereinbarung zur Benennung zwei Metrostationen in beiden Städten getroffen. Seitdem ist diese Station nach der russischen Hauptstadt benannt, die derzeitige Endstation der Samoskworezkaja-Linie der Metro Moskau heißt seitdem Alma-Atinskaja.
Das Bahnhofsbauwerk ist 110,3 m lang und 15,2 m breit. Die Station befindet sich in einer Tiefe von 20 m und wurde in offener Bauweise errichtet. Sie verfügt über einen Mittelbahnsteig, von deren beiden Enden jeweils Treppen in ein Zwischengeschoss führen. Von jedem der zwei Zwischengeschosse führen jeweils zwei Rolltreppen an die Oberfläche auf beiden Seiten des Abai-Prospekts. Die Säulen in der Station sind mit roten Kacheln verkleidet; die rote Wanddekoration soll die Mauern des Moskauer Kremls darstellen. In den Zwischengeschossen gibt es eine Fotogalerie mit bekannten Moskauer Bauwerken.